# Hule Fortress

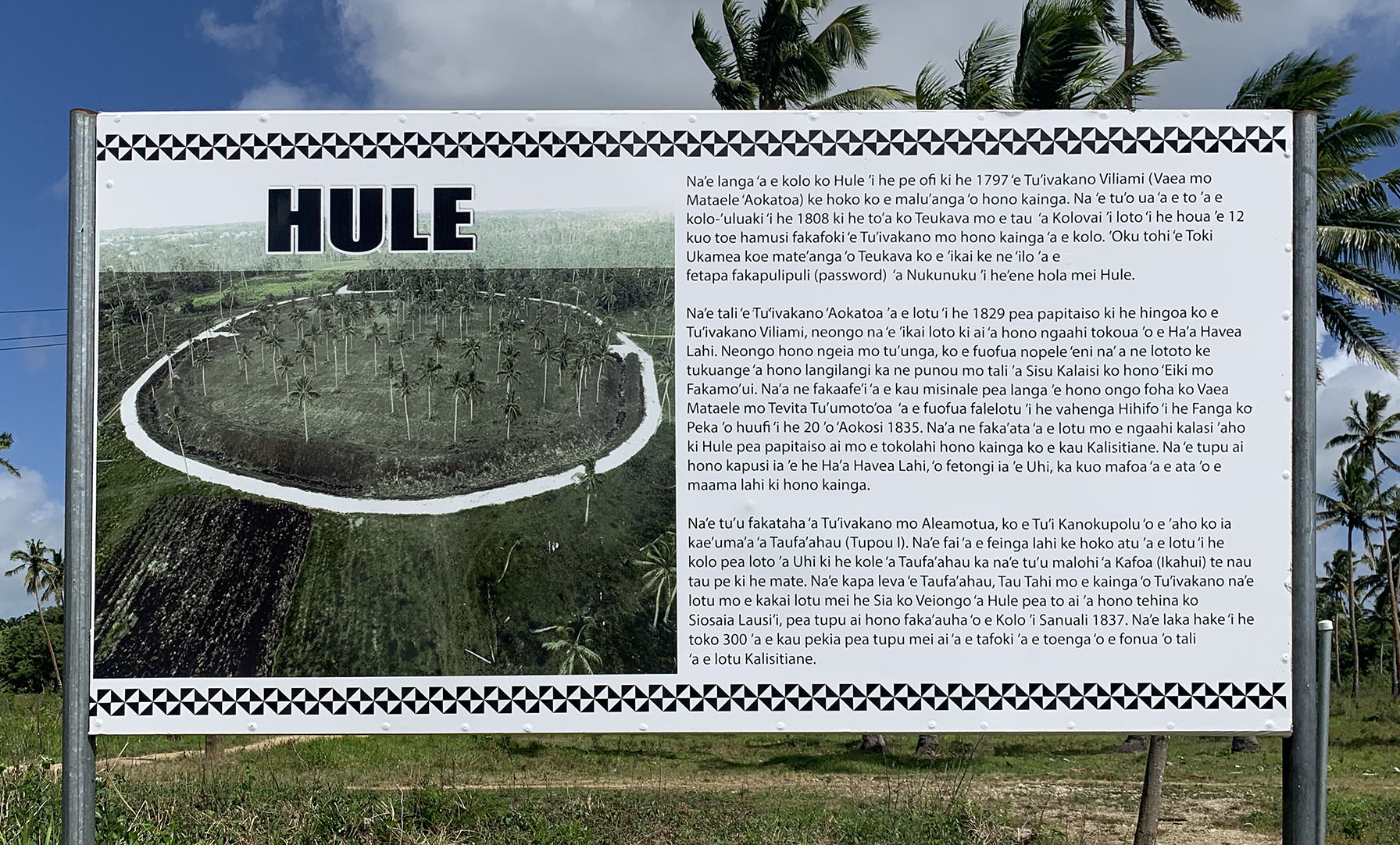
Informationsschild zum Hule Fortress (2020)

Hule Fortress war eine Befestigungsanlage in Nukunuku, Tongatapu, im Inselstaat Tonga. Sie bestand 1826.

## Geschichte
Nukunuku ist der Sitz des Tuʻivakano (Uhi) und seiner Gemeinschaft (Hihifo). Der heutige Head chief/Talking chief (Häuptling) des Honourable Noble Tuivakano ist Tongi (Matapule Eiki).
Das Dorf war eines der größten Dörfer auf Tongatapu. Um 1826 nahm der Tuʻivakano (Viliami Aokatoa) zusammen mit anderen Häuptlingen das Christentum an, beeinflusst von Taufaʻahau (George Tupou I.). Das Volk war darüber allerdings nicht erfreut und widersetzte sich dem Christentum und damit auch dem Tuʻivakano.
Der Kainga des Tuʻivakano ächtete den Tuʻivakano, setzte ihn ab und setzte Uhi als neuen Tuʻivakano ein. Viliami Aokatoa kehrte nach Nukuʻalofa zurück und suchte Hilfe beim Aleamotuʻa und bei Taufaʻahau.
Taufaʻahau stürmte die Hule-Festung in der Schlacht von Hule. Bei der Schlacht zeichneten sich Tuʻivakano Uhi und der Kommandant (Supreme warrior/commander) Tanginoa besonders aus. Dieser war der Schwiegersohn von Tuʻivakano Uhi.
Taufaʻahau eroberte Hule und besiegte die Gegner von Tuʻivakano Viliami Aokatoa. Die meisten wurden dabei getötet. Tanginoa kam mit seinem Leben davon, zusammen mit seiner Frau, Lolohea Tuʻivakano (Erste Tochter des Tuʻivakano). Er flüchtete nach Haʻakame einem Dorf auf der Ostseite von Tongatapu.
Taufaʻahau gab Tuʻivakano Viliami Aokatoa ein Lehen in Nukuʻalofa und bestimmte, dass ihm soviel Land gehören sollte, wie er selbst Roden konnte. Daraufhin zog Tuʻivakano Viliami Aokatoa nach Nukuʻalofa.